# 아크라 스포츠 스타디움
아크라 스포츠 스타디움(Accra Sports Stadium, 과거 명칭: 오네 잔 스타디움/Ohene Djan Stadium)은 아크라에 위치해 있으며 40,000명을 수용할 수 있는 다목적 스타디움이다. 가나가 대부분 축구 경기를 목적으로 사용한다. 럭비 유니언용으로도 사용된다.
이 스타디움은 1962년 아크라 XI와 쿠마시 XI 간 축구 경기에 의해 시작되었다. 원래 명칭은 아크라 스포츠 스타디움이었으나 이후 2004년 리노베이션 이후 국가 최초 스포츠 감독의 이름 오네 잔을 따서 오네 잔으로 변경되었다. 이 경기장 명칭에 관한 논란이 있었다. 2011년 6월 16일 오네 잔 스타디움이라는 명칭은 공식 발표 없이 아크라 스포츠 스타디움으로 변경되었다.

## 관련 사건 및 사고
- 아크라 스포츠 스타디움 참사 (2001년) - 127명 사망